# PPAML
PPAML (Probabilistic Programming for Advanced Machine Learning) — Исследовательская программа Агентства по перспективным оборонным научно-исследовательским разработкам США, посвящённая вероятностному программированию для решения задач машинного обучения. По словам руководителя программы Кэтлин Фишер (Dr. Kathleen Fisher), — DARPA намерено ни много ни мало «Сделать для машинного обучения то, что появление языков высокого уровня 50 лет назад сделало для программирования в целом».
Алгоритмы машинного обучения уже широко используются в потребительских технологиях — борьбе со спамом, распознавании речи, автомобилях-роботах и для анализа гигантских объёмов данных в медицине, финансах, у военных. При этом пока не существует общепринятых универсальных инструментов для создания интеллектуальных систем. Из-за этого приходится постоянно «изобретать велосипеды», раз за разом реализовывать похожие как две капли воды алгоритмы, строить с нуля архитектуру.
Совокупность подходов и парадигм, используемых в машинном обучении, получила название Вероятностное программирование — (Probabilistic Programming). Инструменты, библиотеки и языки программирования для него пока не покидают стен университетов, и список их достаточно короток.

## Цели программы
Основные задачи PPAML:
- Радикальное уменьшение трудоёмкости создания систем машинного обучения;
- Снижение порога вхождения в программирование интеллектуальных приложений;
- Усовершенствование базовых алгоритмов машинного обучения;
- Максимальное использование современных аппаратных технологий — многоядерных процессоров и GPU, облачных вычислений;
- Создание и стандартизация API для связи элементов инфраструктуры машинного обучения в единую систему.

Программа PPAML началась в марте 2013 года и рассчитана на 46 месяцев.
Краткое описание программы:
.